# Rob Marshall
Rob Marshall (ur. 17 października 1960 w Madison, Wisconsin) – amerykański reżyser filmowy i teatralny, choreograf.
W 1982 roku ukończył Carnegie Mellon University. Na początku swojej kariery pracował jako choreograf z czasem zajął się także reżyserią. Pierwszym filmem przy którym pracował jako choreograf jest Victor/Victoria, pierwszym który reżyserował jest Annie.
Jego film Chicago zdobył 6 statuetek Oscarów, a Wyznania gejszy - 3 statuetki. Otrzymał również nominację do Oscara za najlepszą reżyserię do filmu Chicago.
Jego siostrą jest Kathleen Marshall.

## Filmografia
| Rok  | Tytuł oryginalny                                                | Tytuł polski                            | Uwagi                                                                                          |
| ---- | --------------------------------------------------------------- | --------------------------------------- | ---------------------------------------------------------------------------------------------- |
| 1995 | Victor/Victoria                                                 |                                         | film telewizyjny, choreograf                                                                   |
| 1996 | Mrs. Santa Claus                                                |                                         | film telewizyjny, choreograf                                                                   |
| 1997 | Rodgers and Hammerstein's Cinderella                            |                                         | film telewizyjny, choreograf                                                                   |
| 1999 | Annie                                                           |                                         | film telewizyjny, reżyser i choreograf                                                         |
| 2001 | The Kennedy Center Honors: A Celebration of the Performing Arts |                                         | gala telewizyjna, reżyser i choreograf                                                         |
| 2002 | Chicago                                                         |                                         | reżyser i choreograf nominacja – Oscar za najlepszą reżyserię                                  |
| 2005 | Memoirs of a Geisha                                             | Wyznania gejszy                         | reżyser                                                                                        |
| 2009 | Nine                                                            | Dziewięć                                | reżyser, producent, współchoreograf nominacja – Nagroda Satelita w kategorii najlepszy reżyser |
| 2011 | Pirates of the Caribbean: On Stranger Tides                     | Piraci z Karaibów: Na nieznanych wodach | reżyser                                                                                        |
| 2018 | Mary Poppins Returns                                            | Mary Poppins powraca                    | reżyser                                                                                        |

## Nagrody
W swojej karierze Rob Marshall wygrał jedną nagrodę DGA za największe osiągnięcie reżyserskie w filmie Chicago. Nominowany był dwukrotnie do nagrody Saturn, jeszcze raz do DGA, raz przez Włoską Akademię Filmową (nagroda David di Donatello), raz do Emmy, raz do BAFTA, do Złotego Globu i Oscara.